# Pachydissus schoenigi
Pachydissus schoenigi es una especie de escarabajo longicornio del género Pachydissus, tribu Cerambycini, subfamilia Cerambycinae. Fue descrita científicamente por Hintz en 1910.

## Descripción
Mide 47-59 milímetros de longitud.

## Distribución
Se distribuye por Costa de Marfil, Gabón, Ghana, República Centroafricana y Togo.